# Дельтадромей
Дельтадромей (лат. Deltadromeus, буквально: бегун из дельты) — вымерший род тероподных динозавров середины мелового периода. Описан группой палеонтологов под руководством Пола Серено в 1996 году. Единственный вид — Deltadromeus agilis.

## Описание
Основой для описания послужили многочисленные остатки посткраниального скелета из сеноманских отложений Бахариджа в Египте и Кем-Кем в Марокко. Остатки из Бахариджи обнаружены в дельтовых отложениях, отсюда название.
Длина типового экземпляра могла достигать 8 метров, остатки из Марокко принадлежат особи до 13 метров длиной. Несмотря на огромные размеры, животное отличалось лёгким телосложением и весило около 3,5 тонн. Череп абсолютно неизвестен, за исключением разрозненных зубов (все реконструкции черепа умозрительны). Особенностью Deltadromeus являются длинные трёхпалые передние конечности и мощный плечевой пояс; возможно, они играли какую-то роль в охоте. Задние ноги длинные, мощные.

## Таксономия
Интересно, что паратип (та самая гигантская особь из Марокко) был обнаружен Э. Штромером ещё в 1912 году, но не был адекватно описан. Описанный Штромером из альба — раннего сеномана Бахариджи Bahariasaurus ingens может быть синонимом Deltadromeus. По крайней мере, часть костей Bahariasaurus явно принадлежит Deltadromeus. Если дальнейшие исследования подтвердят их идентичность, то название Deltadromeus окажется невалидным.
Первоначально Deltadromeus считали гигантским целурозавром, возможно, родственным тираннозаврам. Однако позднейшие исследования показали, что это цератозавр, родственный абелизаврам. Среди абелизавров его ближайшие родичи — мелкие примитивные ноазавры, известные по фрагментам из среднего-позднего мела Гондваны.

## Палеоэкология
Deltadromeus не только самый большой ноазавр, но и самый большой абелизавр вообще. Этот хищник делил жизненное пространство с другими самыми крупными хищными динозаврами всех времен — кархародонтозавром и спинозавром. Прямой конкуренции между ними, возможно, не было в силу различной пищевой специализации. Скорее всего, Deltadromeus был активным охотником, убивавшим и поедавшим молодь зауропод, орнитопод и других динозавров в мангровых зарослях на территории нынешней Сахары.